# Burkān al-Furāt
Burkān al-Furāt (arabisch بركان الفرات, DMG Burkān al-Furāt ‚Vulkan des Euphrats‘) war ein Bündnis, das von den Volksverteidigungseinheiten (YPG) und der Freien Syrischen Armee (FSA) am 12. September 2014 gegründet wurde. In einer gemeinsamen Erklärung wurde die Einrichtung einer gemeinsamen Operationszentrale angekündigt und das Ziel des Zusammenschlusses mitgeteilt. Burkān al-Furāt zielt darauf ab, die Euphrat-Region von den radikal islamischen IS-Milizen zu säubern und für Einheit sowie Solidarität untereinander zu sorgen. Die erste Bewährungsprobe dieses Bündnisses war die Schlacht um Kobanê. Danach eroberte das Bündnis Tall Abyad Mitte 2015, was die Gebiete von Kobanê und al-Hasaka miteinander verband. Im Oktober 2015 ging die Burkān al-Furāt in dem neuen Bündnis der Demokratischen Kräfte Syriens auf.

## Mitglieder
| Zeichen | Name                                                                          | Beschreibung |
| ------- | ----------------------------------------------------------------------------- | --- |
|         | Volksverteidigungseinheiten und Frauen-Volksverteidigungseinheiten (YPG, YPJ) | |
|         | Frauenverteidigungseinheiten (YPJ)                                            | |
|         | Liwāʾ at-Tauḥīd                                                               | Aktiv in der östlichen Region |
|         | Liwāʾ Thuwwār ar-Raqqa                                                        | |
|         | Katāʾib Schams asch-Schimāl                                                   | Übersetzt: Bataillon Sonne des Nordens. Diese unterstehen den Alwiya Fadschr al-Ḥurriyya (Brigaden Morgenröte der Freiheit) und wurden während des syrischen Bürgerkriegs gegründet. |
|         | Sarāya Dscharabulus                                                           | |
|         | Dschabhat al-Akrād                                                            | Wurde aus der FSA wegen der angeblicher Nähe zur Partei der Demokratischen Union (PYD) ausgeschlossen                                                                                |
|         | Thuwwār Umunā' ar-Raqqa                                                       | |
|         | Dschaisch al-Qiṣāṣ                                                            | |
|         | Liwāʾ al-Dschihād fī Sabīl Illāh                                              | |